# مركز مراقبة علوم وموارد الأرض
مركز مراقبة علوم وموارد الأرض هو عبارة عن مركز لإدارة بيانات المسح الجيولوجي بالولايات المتحدة وتطوير الأنظمة ، ومركز الأبحاث الميداني. وهي بمثابة الأرشيف الوطني للصور التي يتم استشعارها عن بعد لمساحة الأرض التي اكتسبتها الأقمار الصناعية المدنية والطائرات. يقع مركز مراقبة علوم وموارد الأرض شمال شرق سو فولز - داكوتا الجنوبية ، بين البلطيق وغارتسون.
في الستينات قررت الحكومة الفيدرالية أنها بحاجة إلى منشأة واحدة للتعامل مع بيانات القمر الصناعي لاندسات وتوزيعها. حددت دراسة أن مركز البيانات هذا يكون موجودًا حيث يمكنه استقبال عمليات الإرسال مباشرةً من قمر صناعي يمر فوق أي جزء من الولايات المتحدة. حدد هذا الموقع إلى منطقة بيضاوية امتدت من توبيكا - كنساس إلى الشمال من شلالات سيوكس. كما أوصى موقع مجلس المناطق الريفية تجنب التدخل الإذاعي والتلفزيوني.
قام سيناتور جنوب داكوتا كارل موندت مع قادة الأعمال المحليين في ولاية جنوب داكوتا لشراء الأراضي اللازمة لمركز البيانات وفي عام 1970 تم الإعلان عن أن منطقة سو فولز قد تم اختيارها كموقع لشركة إيروس. بدأ البناء بعد ذلك بوقت قصير وتم افتتاح المركز في 7 أغسطس 1973.

## التشغيل
لدى مركز مراقبة علوم وموارد الأرض ما يقرب من 600 موظف حكومي ومقاول. ويعمل بها موظفي المسح الجيولوجي الأمريكي وموظفون من القطاع الخاص يعملون بموجب عقد لدعم مهمة مركز مراقبة علوم وموارد الأرض.